# سارة بورغس (محركة دمى)
سارة بورغس (بالإنجليزية: Sarah Burgess)‏ هي محركة دمى بريطانية، ولدت في 7 يونيو 1970 في المملكة المتحدة.

## وصلات خارجية
- سارة بورغس على موقع IMDb (الإنجليزية)
- سارة بورغس على موقع قاعدة بيانات الفيلم (الإنجليزية)